# 葉鸞
葉鸞（1419年—？），字應和，直隸廬州府舒城縣人，軍籍，明朝政治人物。同進士出身。

## 生平
景泰元年（1450年）庚午科應天府鄉試第六十八名。景泰二年（1451年）聯捷辛未科會試第一百二十名，殿試登進士第三甲第五十八名。

## 家族
曾祖葉道華。祖父葉添成。父亲葉惟馨。